# 太平洋網絡
太平洋网络有限公司（港交所：511），成立于1997年，2007年正式更名为太平洋网络有限公司。主營業務是向中国IT、汽车、游戏、 时尚和儿童教育的业界及消费者提供信息服务。
旗下拥有太平洋电脑网、太平洋汽车网、太平洋时尚网、太平洋亲子网及太平洋家居网五大专业网站和电子商务网站PC购物网。